# Luci Bebi (ambaixador 202 aC)
Lluci Bebi (en llatí Lucius Baebius) va ser un magistrat romà. Formava part de la gens Bèbia, una família romana d'origen plebeu.
Va ser un dels ambaixadors romans enviats per Publi Corneli Escipió a Cartago l'any 202 aC. Escipió el va deixar després amb el comandament del camp romà.